# Sportåret 2008

## Händelser
- 8-24 augusti- Olympiska sommarspelen 2008 avgörs i Peking i Kina.
- 6-17 september - Paralympiska sommarspelen 2008 avgörs i Peking i Kina.

### Amerikansk fotboll
- 3 februari - På Cardinals Stadium i Glendale i delstaten Arizona i USA spelas finalmatchen av Super Bowl, där New York Giants ger New England Patriots stryk med 17-14.

### Bandy
- 27 januari-3 februari - Världsmästerskapet för herrar spelas i Moskva i Ryssland. Ryssland vinner turneringen genom att besegra Sverige med 6-1 i finalen, medan Finland slår Kazakstan med 8-3 i matchen om bronsmedaljerna.[1]
- 13-16 februari - Världsmästerskapet för damer spelas i Borlänge, Grängesberg och Karlsbyheden i Sverige. Sverige vinner turneringen genom att besegra Ryssland med 5-2 i finalen, medan Finland slår Norge med 5-3 i matchen om bronsmedaljerna.[2]
- 20 februari - Sandvikens AIK vinner Elitseriens grundserie, då Sverige för första gången har en landsomfattande högstadivision för herrar, som sträcker sig över större delen av säsongen.
- 15 mars - På Studenternas IP i Uppsala spelas finalerna om svenska mästerskapet. AIK vinner damernas final mot IFK Nässjö med 3-0.[3][4] Edsbyns IF vinner herrarnas final mot Sandvikens AIK med 11-6.[5][6]
- 14 juni - På sitt årsmöte beslutar Svenska Bandyförbundet att inför säsongen 2009/2010 genomföra en större omläggning av seriesystemet på herrsidan, efter förslag från IFK Motala.[7]
- 12 oktober - Edsbyns IF vinner Svenska cupen efter finalseger med 7-6 på straffar, efter en match som slutat 3-3, mot Villa Lidköping BK i Västerås.[8]
- 26 oktober - World Cup spelas i Ljusdal och Edsbyn. Edsbyns IF besegrar Bollnäs GoIF med 3-2 i finalen.[9]

### Baseboll
- 27 oktober - National League-mästarna Philadelphia Phillies vinner World Series med 4-1 i matcher över American League-mästarna Tampa Bay Rays.[10]

### Basket
- 17 juni - Boston Celtics vinner NBA-finalserien mot Los Angeles Lakers.[11]
- 23 augusti - USA vinner den olympiska damturneringen i Peking genom att finalslå Brasilien med 92-65.[12]
- 24 augusti - USA vinner den olympiska herrturneringen i Peking genom att finalslå Spanien med 118-107.[13]

### Cykelsport
- 27 januari - André Greipel, Tyskland, Team High Road vinner årets första UCI ProTour-tävling Tour Down Under.
- 1 mars - Philippe Gilbert, Belgien, Française des Jeux vinner Omloop "Het Volk".
- 2 mars - Steven de Jongh, Nederländerna, QuickStep-Innergetic vinner Kuurne-Bryssel-Kuurne.
- 16 mars - Davide Rebellin, Italien, Gerolsteiner vinner Paris-Nice.
- 18 mars - Fabian Cancellara, Schweiz, Team CSC, vinner Tirreno-Adriatico. Svensken Thomas Lövkvist slutade trea i sammanställningen och han vann ungdomstävlingen. Svenskarna Nicklas Axelsson och Gustav Larsson slutade på femte respektive sjätte plats i sammanställningen.
- 22 mars - Fabian Cancellara, Schweiz, Team CSC, vinner Milano-San Remo.
- 26 mars - Nicklas Axelsson, Sverige vinner den andra etappen på Settimana Internazionale Coppi e Bartali.
- 30 mars - Jens Voigt, Tyskland, Team CSC, vinner Critérium International framför stallkamraten Gustav Larsson.
- 6 april - Stijn Devolder, Belgien, Quick Step-Innergetic, vinner Flandern runt.
- 12 april - Alberto Contador, Spanien, Astana Team, vinner Baskien runt.
- 9 april - Óscar Freire, Spanien, Rabobank, vinner Gent-Wevelgem.
- 20 april - Damiano Cunego, Italien, Lampre, vinner Amstel Gold Race och övertog ledningen i UCI ProTour efter tysken André Greipel.
- 4 maj - Andreas Klöden, Tyskland, Astana Team, vinner Romandiet runt.
- 25 maj - Gustavo César, Spanien, Karpin-Galicia, vinner Katalonien runt.
- 1 juni - Alberto Contador, Spanien, Astana Team, vinner Giro d'Italia 2008.
- 22 juni - Roman Kreuziger, Tjeckien, Team Liquigas, tar sin första ProTour-seger när han vinner Schweiz runt.

### Drakbåtspaddling
- Under sommaren gick drakbåts-VM för landslag 2008 i Poznan i Polen.
- Den 5-7 september avgjordes drakbåts-EM för landslag 2008 i Sabaudia i Italien. Det svenska drakbåtslandslaget tog EM-brons i 20manna dam på 2000 meter.

### Fotboll
- 20 januari-10 februari - Afrikanska mästerskapet spelas i Ghana. Egypten vinner turneringen genom att besegra Kamerun med 1–0 i finalen i Accra, medan Ghana.[14]
- 14 maj - FK Zenit Sankt Petersburg står som mästare av UEFA-cupen för första gången någonsin i klubbens historia. I finalen åker Glasgow Rangers på stryk med 0–2 på City of Manchester Stadium.[15] Det är andra gången någonsin som ett ryskt lag vinner en europeisk titel.
- 17 maj - Portsmouth FC vinner FA-cupfinalen mot Cardiff City FC med 1-0 på Wembley Stadium.[16]
- 21 maj - Manchester United FC vinner UEFA Champions League genom att finalslå Chelsea FC med 6-5 efter straffsparksläggning på Luzjnikistadion i Moskva efter 1-1 i ordinarie speltid och förlängning.[15]
- 24 maj - 1. FFC Frankfurt vinner UEFA Women's Cup genom att besegra Umeå IK i finalserien.[17]

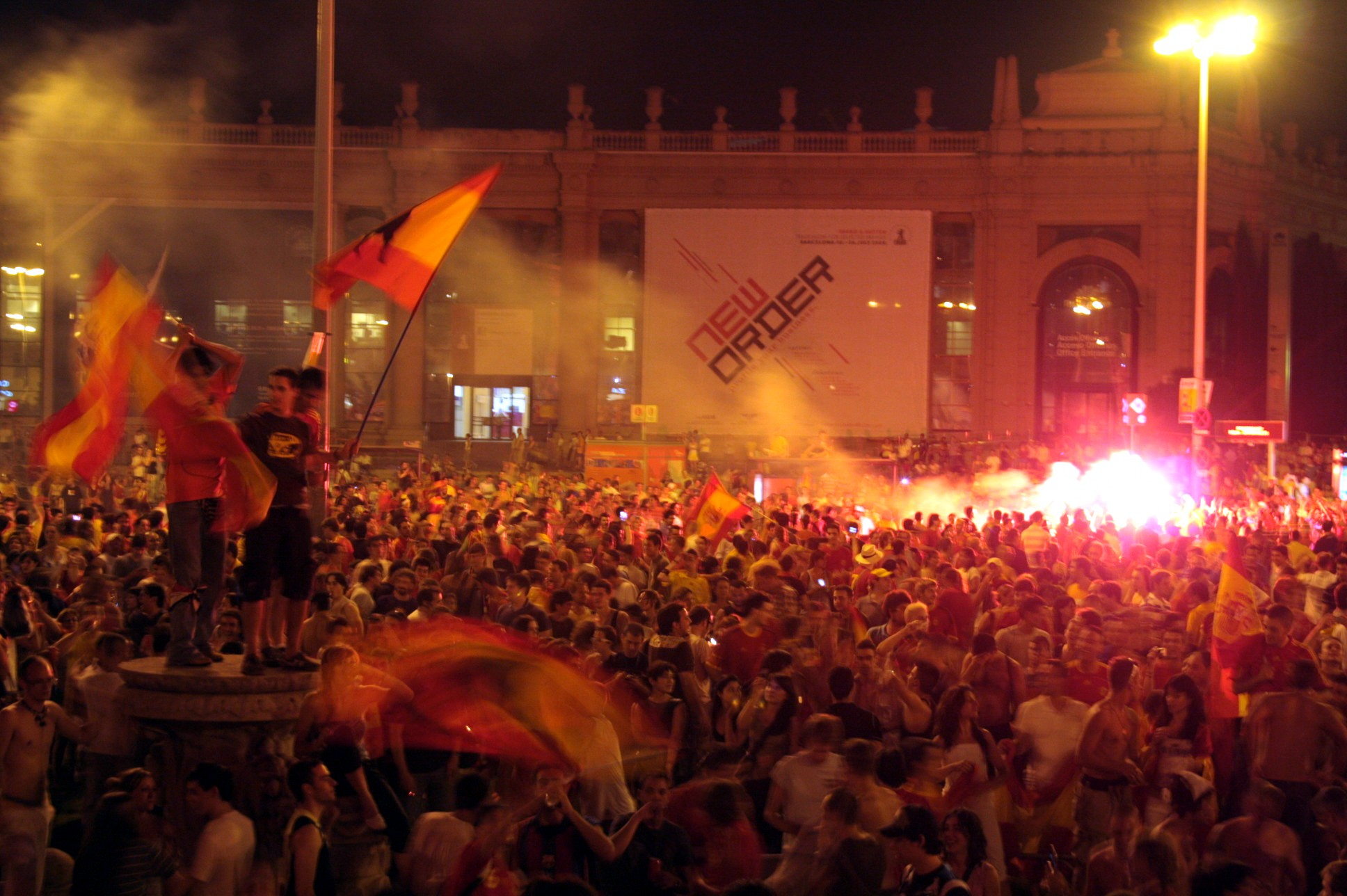
Spanien Europamästare på herrsidan.

- 7-29 juni - Europamästerskapet för herrar spelas i Schweiz och Österrike. Spanien vinner turneringen genom att besegra Tyskland med 1-0 i finalmatchen i Wien.[18]
- 21 augusti - USA vinner damernas olympiska turnering genom att i Peking finalbesegra Brasilien med 1-0 i förlängning.[19]
- 23 augusti - Argentina vinner herrarnas olympiska turnering genom att finalbesegra Nigeria med 1-0 i Peking.[20]
- 29 augusti - FK Zenit Sankt Petersburg vinner sin andra europeiska cuptitel i historien, då man som första ryska klubb vinner UEFA Super Cup, genom att besegra Manchester United FC med 2–1 på Stade Louis II.[15] Det är klubbens andra europeiska cuptitel i historien och klubben blir den första ryska klubben någonsin som vinner Uefa Super Cup.
- 21 september - IFK Göteborg vinner Svenska cupen för herrar genom att besegra Kalmar FF med 5–4 efter straffsparksläggning i finalen på Fredriksskans IP i Kalmar.[21][22]
- 18 oktober - Umeå IK vinner Damallsvenskan och blir svenska dammästare.[23]
- 1 november - Linköpings FC vinner Svenska cupen för damer genom att besegra Umeå IK med 1–0 efter förlängning i finalen på Folkungavallen i Linköping.[24]
- 9 november - Kalmar FF och blir svenska herrmästare för första gången, genom att vinna Allsvenskan.[25]

### Friidrott
- 10 februari - Susanna Kallur, Sverige sätter nytt världsrekord i häcklöpning 60 meter för damer med 7,68 sekunder vid tävlingar i Karlsruhe.
- 1-3 augusti - SM avgörs på Arosvallen i Västerås.
- 31 december - James Kipsang Kwambai, Kenya vinner herrklassen och Wude Ayalew Yimer, Kenya vinner damklassen vid Sylvesterloppet i São Paulo.[26]
- Robert Kipkoech Cheruiyot, Kenya vinner herrklassen vid Boston Marathon.[27] medan Dire Tune, Etiopien vinner damklassen.[28]

### Handboll
- 17-27 januari - Danmark vinner Europamästerskapet för herrar i Norge, i finalen besegras Kroatien med 24-20. Frankrike vinner bronsmedaljerna.[29]
- 27 april - Skövde HF lyckas ta SM-guld efter sex försök i följd.
- 23 augusti - Norge vinner den olympiska damfinalen i Peking mot Ryssland med 34-27.[30]
- 24 augusti - Frankrike vinner den olympiska herrfinalen i Peking mot Island med 28-23.[31]
- 4-14 december -  Norge vinner Europamästerskapet för damer i Makedonien, i finalen besegras Spanien med 34-21. Ryssland vinner bronsmedaljerna.[32]

### Innebandy
- 19 april
  - Warbergs IC 85 blir svenska herrmästare genom att besegra Caperiotäby FC med 5–3 i finalen i Globen i Stockholm.[33]
  - IKSU blir svenska dammästare genom att besegra Caperiotäby FC med 5–3 i finalen i Globen i Stockholm.[34]
- 6-14 december - Finland vinner världsmästerskapet för herrar i Tjeckien genom att besegra Sverige med 7-6 efter förlängning vid finalen O2 Arena i Prag. Tjeckien tar brons. Detta blir första gången Sveriges herrar inte blir världsmästare.[35]
- 11 december - IOK ger IFF provisoriskt erkännande.[35]

### Ishockey
- 5 januari - Kanada vinner juniorvärldsmästerskapet i Pardubice och Liberec genom att finalbesegra Sverige med 3-2 i sudden death, medan Ryssland slår USA med 4-1 i matchen om bronsmedaljerna.[36]
- 16 januari - Riksserien för damer spelar sin premiäromgång.
- 20 mars - Segeltorps IF blir svenska dammästare efter 5-2 mot AIK i finalen på Johanneshovs Isstadion.[37]
- 4-13 april - Kanada vinner världsmästerskapet för damer i Harbin i Folkrepubliken Kina före USA och Finland.[38]
- 18 april - HV71 blir svenska herrmästare efter seger med 4-2 i matcher i finalserien mot Linköpings HC.[39]
- 2-18 maj - Världsmästerskapet 2008 för herrar spelas i Québec och Halifax, Nova Scotia i Kanada. Ryssland vinner turneringen genom att i finalmatchen besegra Kanada med 5-4 i sudden death, medan Finland slår Sverige med 4-0 i matchen om bronsmedaljerna.[40]
- 4 juni - Detroit Red Wings besegrar Pittsburgh Penguins med 4-2 i finalmatcher och vinner Stanley Cup.[41]
- 6 november - Invigning i av Malmö Arena i Hyllie i det nya delområdet Hyllievång i Malmö, som skall användas för ishockey och andra evenemang. Hallen blir Malmö Redhawks nya hemmaplan[42], med plats för 12 000 åskådare. Vid konserter blir publikkapaciteten 15 000 platser.

### Konståkning
- 21-27 januari - Zagreb i Kroatien arrangerar Europamästerskapen.
- 17-23 mars - Göteborg i Sverige arrangerar världsmästerskapen.

### Motorsport
- 15 juni - Tom Kristensen, Rinaldo Capello och Allan McNish vinner Le Mans 24-timmars med en Audi R10.
- 7 december – Sébastien Loeb, Frankrike blir världsmästare i rally.

### Orientering
- 26-27 april: 10-mila avgjordes i Sigtuna. Kristiansand OK vinner herrkaveln, Stora Tuna OK vinner damkaveln och Turun Suunnistajat vinner ungdomskaveln.
- 15 juni: Jukolakavlen avgjordes, Kalevan Rasti vinner.
- 10-20 juli - Världsmästerskapen avgörs i Olomouc.[43] Sverige vinner 4 brons.
- 21-25 juli: O-Ringen avgjordes i Sälen. 24.300 personer deltar, Anne Margrethe Hausken och Tero Föhr vinner elit-tävlingarna.
- 11 oktober: 25-manna avgjordes i Rösjön. Halden SK vinner.

### Skidsport
- 6 januari - Tour de Ski 2007/2008 avslutas, och vinns av Lukáš Bauer, Tjeckien på herrsidan och Charlotte Kalla, Sverige på damsidan.
- 8-17 februari - Världsmästerskapen i skidskytte 2008 arrangeras i Östersund i Sverige. Den 10 februari vinner Ole Einar Bjørndalen, Norge sitt 10 VM-guld, vilket sker i jaktstart.
- 2 mars - Jørgen Aukland, Norge vinner herrklassen medan Sandra Hansson, Uddevalla IS vinner damklassen då Vasaloppet avgörs.[44]

### Tennis
- 4 januari - USA besegrar Serbien med 2-0 i matcher vid årets Hopman Cup-final i Perth, Australien.
- 14 september - Ryssland vinner Fed Cup genom att finalbesegra Spanien med 4-0 i Madrid.[45]
- 23 november - Spanien vinner Davis Cup genom att finalbesegra Argentina med 3-1 i Mar del Plata.[46]

### Volleyboll
- 23 augusti - Brasilien vinner den olympiska damturneringen i Peking genom att finalbesegra USA med 3-1.[47]
- 24 augusti - USA vinner den olympiska herrturneringen i Peking genom att finalbesegra Brasilien med 3-1.[48]

## Avlidna
- 4 januari – Jimmy Stewart, 77, brittisk racerförare.
- 11 januari – Edmund Hillary, 88, nyzeeländsk bergsbestigare.
- 14 januari – Tommy Limby, 60, svensk längdåkare.
- 17 januari – Bobby Fischer, 64, amerikansk-isländsk schackspelare.
- 10 maj – Carlabel Berglund, 82, svensk ishockeyspelare.[49]
- 29 maj – Luc Bourdon, 21, kanadensisk ishockeyspelare.
- 6 september – Sören Nordin, 91, svensk travtränare och travkusk.
- 13 oktober – Alexej Tjerepanov, 19, rysk ishockeyspelare.

### Fotnoter
1. ↑  ”World Championships 2007/08”. http://www.bandysidan.nu/event.php?EVID=93. Läst 20 augusti 2011.
2. ↑  ”World Championships Women 2007/08”. Bandysidan. http://www.bandysidan.nu/event.php?EVID=120. Läst 20 augusti 2011.
3. ↑  Erik Jonsson (15 mars 2008). ”2000–2009”. Svenska Bandyförbundet. https://www.svenskbandy.se/BANDYFINALEN/HISTORIK/Svenskamastare/Damer/2000-2009/. Läst 19 mars 2020.
4. ↑  Jimmy Andersson. ”Damallsvenskan 07/08”. Jimbo Bandy. Arkiverad från originalet den 25 mars 2008. https://web.archive.org/web/20080325133251/http://www.jimbobandy.nu/0708/damallsvenskan.html. Läst 20 augusti 2011.
5. ↑  Erik Jonsson (15 mars 2008). ”2000–2009”. Svenska Bandyförbundet. https://www.svenskbandy.se/BANDYFINALEN/HISTORIK/Svenskamastare/Herrar/2000-2009/. Läst 19 mars 2020.
6. ↑  Jimmy Andersson. ”Slutspelet 07/08”. Jimbo Bandy. Arkiverad från originalet den 25 mars 2008. https://web.archive.org/web/20080325133254/http://www.jimbobandy.nu/0708/slut.html. Läst 20 augusti 2011.
7. ↑  ”Nytt seriesystem införs 2009/10” ( PDF). Svenska Bandyförbundet. 14 juni 2008. https://iof1.idrottonline.se/globalassets/svenska-bandyforbundet/pdf-filer/tavlingsarenden/nytt-seriesystem.pdf. Läst 14 juni 2008.
8. ↑  Jimmy Andersson. ”Svenska cupen 08/09, 9-12 okt-08”. Jimbo Bandy. Arkiverad från originalet den 24 maj 2012. https://archive.is/20120524211651/http://www.jimbobandy.nu/0809/svcupen.html. Läst 20 augusti 2011.
9. ↑  ”World Cup 2008”. Bandysidan. http://www.bandysidan.nu/event.php?EVID=123. Läst 20 augusti 2011.
10. ↑  ”2008 World Series” (på engelska). Baseball-Reference.com. http://www.baseball-reference.com/postseason/2008_WS.shtml. Läst 25 juni 2015.
11. ↑  ”Basketball Reference”. http://www.basketball-reference.com/leagues/NBA_2008_games.html. Läst 25 augusti 2011.
12. ↑  ”Sport Statistics”. Arkiverad från originalet den 25 maj 2012. https://web.archive.org/web/20120525130008/http://www.todor66.com/basketball/Olympic/Women_2008.html. Läst 23 augusti 2011.
13. ↑  ”Sport Statistics”. Arkiverad från originalet den 21 januari 2012. https://web.archive.org/web/20120121152526/http://todor66.com/basketball/Olympic/Men_2008.html. Läst 23 augusti 2011.
14. ↑  ”African Nations Cup 2008” (på engelska). RSSSF. http://www.rsssf.com/tables/08a.html. Läst 16 augusti 2011.
15. 1 2 3  ”UEFA European Competitions 2007-08” (på engelska). RSSSF. http://www.rsssf.com/ec/ec200708.html. Läst 16 augusti 2011.
16. ↑  ”England FA Challenge Cup 2006-2007” (på engelska). RSSSF. http://www.rsssf.com/tablese/engcup08.html. Läst 19 augusti 2012.
17. ↑  ”UEFA Club Championship (Women) 2007/08” (på engelska). RSSSF. http://www.rsssf.com/ec/ec-wom08.html. Läst 16 augusti 2011.
18. ↑  ”European Championship 2008” (på engelska). RSSSF. http://www.rsssf.com/tables/08e.html. Läst 12 augusti 2011.
19. ↑  ”Games of the XXIX. Olympiad Women Football Tournament” (på engelska). RSSSF. http://www.rsssf.com/tableso/ol2008f-women.html. Läst 16 augusti 2011.
20. ↑  ”Games of the XXIX. Olympiad Football Tournament” (på engelska). RSSSF. http://www.rsssf.com/tableso/ol2008f.html. Läst 12 augusti 2011.
21. ↑  ”Sweden Cup 2008” (på engelska). RSSSF. http://www.rsssf.com/tablesz/zwedcup08.html. Läst 23 mars 2020.
22. ↑  Johan Nilsson (21 september 2008). ”IFK Göteborg cupmästare 2008”. Svenska Fotbollförbundet. Arkiverad från originalet den 23 mars 2020. https://web.archive.org/web/20200323192224/https://www2.svenskfotboll.se/cuper-och-serier/svenska-cupen-herrar/resultat-tidigare-ar/2008/. Läst 23 mars 2020.
23. ↑  ”Sweden (Women) 2008” (på engelska). RSSSF. http://www.rsssf.com/tablesz/zwed-wom08.html. Läst 23 mars 2020.
24. ↑  Thorsten Frennstedt (1 november 2008). ”"Jossan" cuphjälte för Linköpings FC”. Svenska Fotbollförbundet. Arkiverad från originalet den 23 mars 2020. https://web.archive.org/web/20200323135103/https://www2.svenskfotboll.se/cuper-och-serier/svenska-cupen-damer/resultat-tidigare-ar/2008/. Läst 23 mars 2020.
25. ↑  ”Sweden 2008” (på engelska). RSSSF. http://www.rsssf.com/tablesz/zwed08.html. Läst 16 augusti 2011.
26. ↑  ”2000” (på portugisiska). Sylvesterloppet. Arkiverad från originalet den 1 mars 2014. https://web.archive.org/web/20140301034122/http://www.saosilvestre.com.br/2000. Läst 19 augusti 2012.
27. ↑  ”Boston Marathon”. Arkiverad från originalet den 27 april 2015. https://web.archive.org/web/20150427035419/http://www.baa.org/races/boston-marathon/boston-marathon-history/past-champions/past-mens-open-champions.aspx. Läst 9 april 2011.
28. ↑  ”Boston Marathon”. Arkiverad från originalet den 7 mars 2012. https://web.archive.org/web/20120307073943/http://www.baa.org/races/boston-marathon/boston-marathon-history/past-champions/past-womens-open-champions.aspx. Läst 9 april 2011.
29. ↑  ”Sport Statistics”. Arkiverad från originalet den 24 augusti 2011. https://web.archive.org/web/20110824145321/http://www.todor66.com/handball/Europe/Men_2008.html. Läst 23 augusti 2011.
30. ↑  ”Sport Statistics”. Arkiverad från originalet den 24 augusti 2011. https://web.archive.org/web/20110824133551/http://www.todor66.com/handball/Olympic/Women_2008.html. Läst 23 augusti 2011.
31. ↑  ”Sport Statistics”. Arkiverad från originalet den 24 augusti 2011. https://web.archive.org/web/20110824133136/http://www.todor66.com/handball/Olympic/Men_2008.html. Läst 23 augusti 2011.
32. ↑  ”Sport Statistics”. Arkiverad från originalet den 24 augusti 2011. https://web.archive.org/web/20110824151753/http://www.todor66.com/handball/Europe/Women_2008.html. Läst 23 augusti 2011.
33. ↑  ”SM-slutspel herrar 2007/08”. Svenska Innebandyförbundet. Arkiverad från originalet den 15 december 2011. https://web.archive.org/web/20111215211423/http://www.innebandy.se/sv/StatistikHistorik/Statistik-och-rekord-herrar-elit/SM-slutspel-genom-tiderna-herrar1/200708/. Läst 22 augusti 2011.
34. ↑  ”SM-slutspel damer 2007/08”. Svenska Innebandyförbundet. Arkiverad från originalet den 15 december 2011. https://web.archive.org/web/20111215202544/http://www.innebandy.se/sv/StatistikHistorik/Statistik-och-rekord-damer-elit/SM-slutspel-genom-tiderna-damer1/200708/. Läst 22 augusti 2011.
35. 1 2  ”Datum i innebandyhistorien”. Svenska Innebandyförbundet. Arkiverad från originalet den 15 maj 2021. https://web.archive.org/web/20210515132333/https://epiadmin.innebandy.se/sv/StatistikHistorik/Datum-i-innebandyhistorien/. Läst 22 augusti 2011.
36. ↑  ”Championnat du monde 2008 des moins de 20 ans” (på franska). Hockey Archives. https://www.hockeyarchives.info/U-20_2008.htm. Läst 9 september 2012.
37. ↑  ”Championnat de Suède féminin 2007/08” (på franska). Hockey Archives. 20 mars 2008. https://www.hockeyarchives.info/Suefem2008.htm. Läst 15 augusti 2011.
38. ↑  ”Championnats du monde féminins 2008” (på franska). Hockey Archives. 13 april 2008. https://www.hockeyarchives.info/mondefem2008.htm. Läst 15 augusti 2011.
39. ↑  ”Championnat de Suède 2007/08” (på franska). Hockey Archives. 18 april 2008. https://www.hockeyarchives.info/Suede2008.htm. Läst 15 augusti 2011.
40. ↑  ”Championnats du monde 2008” (på franska). Hockey Archives. 18 maj 2008. https://www.hockeyarchives.info/mondial2008.htm. Läst 15 augusti 2011.
41. ↑  ”NHL 2007/08” (på franska). Hockey Archives. 4 juni 2008. https://www.hockeyarchives.info/NHL2008.htm. Läst 15 augusti 2011.
42. ↑  Bo Harmby (6 november 2008). ”Min arena är världens bästa” (på svenska). Expressen. https://www.expressen.se/sport/percy-nilsson-min-arena-ar-varldens-basta/. Läst 17 mars 2020.
43. ↑  ”World Orienteering Championships 2008” (på engelska). Arkiverad från originalet den 20 september 2012. https://web.archive.org/web/20120920085856/http://orienteering.org/events/?event_id=51. Läst 20 augusti 2012.
44. ↑  ”Historiska segrare”. Vasaloppet. Arkiverad från originalet den 22 mars 2020. https://web.archive.org/web/20200322121012/https://www.vasaloppet.se/wp-content/uploads/sites/1/2019/09/historiska_segrare_vasaloppet_sve_2019-09-18.pdf. Läst 5 september 2011.
45. ↑  ”Fed Cup”. Arkiverad från originalet den 10 oktober 2012. https://web.archive.org/web/20121010111711/http://www.fedcup.com/en/results/tie/details.aspx?tieId=100010113. Läst 21 augusti 2011.
46. ↑  ”Davis Cup”. http://www.daviscup.com/en/results/tie/details.aspx?tieId=100010174. Läst 20 augusti 2011.
47. ↑  ”Sport Statistics”. Arkiverad från originalet den 2 maj 2011. https://web.archive.org/web/20110502042910/http://www.todor66.com/volleyball/Olympics/Women_2008.html. Läst 24 augusti 2011.
48. ↑  ”Sport Statistics”. Arkiverad från originalet den 20 september 2011. https://web.archive.org/web/20110920221225/http://www.todor66.com/volleyball/Olympics/Men_2008.html. Läst 24 augusti 2011.
49. ↑  MODO Hockey 10 maj 2008 - Kabben Berglund har avlidit Arkiverad 9 september 2010 hämtat från the Wayback Machine.